# Première Nation de l'Île Walpole
La Première Nation de l'Île Walpole (en anglais : Walpole Island First Nation) est une Première Nation (au sens de « bande indienne ») dont le territoire se situe dans le sud-ouest de l'Ontario, au Canada, à la frontière entre l'Ontario et le Michigan aux États-Unis. Sa réserve, Walpole Island 46, est située sur l'île Walpole à l'embouchure de la rivière Sainte-Claire, qui se déverse dans le lac Sainte-Claire, à environ 121 kilomètres par route de Windsor et 124 kilomètres par route de Détroit. 
La Première Nation de l'Île Walpole est constitué de membres des peuples ojibwé, potéouatami et outaouais et leur réserve indienne est un « territoire non cédé » qu'ils l'appellent Bkejwanong, ce qui signifie « là où les eaux se divisent » en langue ojibwée. En plus de l'île Walpole, la réserve comprend l'île Squirrel, l'île Sainte-Anne, l'île Seaway (à l'exception d'une petite partie américaine), l'île Bassett et l'île Potawatomi. La rivière ou les ruisseaux qui séparent ces îles donnent à la région son autre nom couramment utilisé, Swejwanong qui signifie « plusieurs embranchements d'une rivière ». 
La réserve est indépendante du comté de Lambton, mais dans la région géographique de celui-ci, et jouxte la municipalité de Chatham-Kent et le canton de St. Clair. De l'autre côté de la rivière Sainte-Claire, à l'ouest, se trouvent les villes américaines d'Algonac, et de Clay Township. L'île de Harsen, également territoire anishinaabe non cédé, se trouve maintenant du côté ouest de la frontière internationale. La frontière a été redessinée au XIXe siècle à la suite de différends entre le Royaume-Uni et les États-Unis ; leurs gouvernements étaient inconscients des intérêts et des droits des peuples autochtones vivant sur ces terres. Ainsi, la Première Nation tente maintenant de régler ses griefs avec la Couronne au moyen d'une revendication particulière.
L'Île Walpole est connue comme le lieu de repos de Tecumseh, éminent chef du XIXe siècle de la tribu chaouanon (ou shawnee).

## Histoire

### Colonisation (années 1600–années 1800)
La colonisation de l'île Walpole et de ses environs remonte à la fin du XVIIe siècle, alors que des personnes des peuples ojibwés et outaouais s'y installèrent. En 1844, les jésuites de Sandwich voisin ont construit une mission à la pointe nord de l'île Walpole aux Highbanks. Cela entraîne des tensions avec les Anichinabés car les jésuites n'avaient pas été invités à construire sur l'île et ont de surcroît abattu des chênes que la communauté ne voulait pas couper. La relation entre les deux groupes se dégrade davantage en raison du débat théologique que le père Pierre Chazelle a tenu avec le chef Peterwegeschick et d'autres chefs principaux le 31 juillet 1844. En 1850, les jésuites quittent l'endroit après que la mission ait été rasée. 

### Déboisement de l'île (1869–1883)
L'île subit ensuite d'importants déboisements en raison de quelques contrats de coupe du chêne sur l'île, majoritairement exécutés par des industries non autochtones. Ces contrats « ont occasionné une méfiance durable entre la communauté, le bureau des Affaires indiennes et les industries non autochtones ». 

### Interdictions de chasse (1884–1899)
Dans le cadre d'un effort de colonisation de l'île, le bureau des Affaires indiennes déclare interdite la chasse aux canards sur l'île Sainte-Anne. L'interdiction est levée une fois que le titre aborigène est réaffirmé en 1899. 

## Démographie
En date du mois d'août 2022, la population enregistrée de la Première Nation de l'Île Walpole est de 4 979 membres, dont 2 339 vivent dans la réserve, 26 vivent dans une autre réserve et 2 614 vivent hors réserve. 